# Benz 37/70 PS
Der Benz 70 PS wurde dem Benz 60 PS als größtes Modell zur Seite gestellt. 1909 wurde der Wagen als Benz 37/70 PS angeboten.
Der Wagen war mit einem Vierzylinder-Reihenmotor mit 9850 cm³ Hubraum ausgestattet, der 70 PS (51 kW) bei 1300 min−1 entwickelte. Die Motorkraft wurde über eine Lederkonuskupplung an ein Vierganggetriebe weitergeleitet und von dort über Ketten an die Hinterräder. Die Höchstgeschwindigkeit lag bei 100 km/h.
Das blattgefederte Fahrgestell mit Holzspeichenrädern und Luftreifen kostete ℳ 30.000,--.

## Quelle
- Werner Oswald: Mercedes-Benz Personenwagen 1886–1986. 4. Auflage. Motorbuch Verlag Stuttgart (1987). ISBN 3-613-01133-6, S. 41